# Rivière Boisvert (vattendrag i Kanada, lat 49,53, long -74,14)
Rivière Boisvert är ett vattendrag i Kanada.   Det ligger i provinsen Québec, i den östra delen av landet, 500 km norr om huvudstaden Ottawa. Rivière Boisvert ligger vid sjön Lac Charron.
Trakten runt Rivière Boisvert är nära nog obefolkad, med mindre än två invånare per kvadratkilometer.